# 拉斐尔·德尔皮诺
拉斐尔·德尔皮诺（西班牙語：Rafael del Pino，1938年9月22日—），生于比那尔德里奥，前古巴革命空军将军、持政治异见者。

## 生平
1955年12月，时年17岁的德尔皮诺参加了菲德尔·卡斯特罗领导的七二六运动。1957年初，被古巴当局逮捕并投入监狱。获释后，他流亡至委内瑞拉。流亡期间，因参加反抗委内瑞拉独裁者马科斯·佩雷斯·希门内斯的起义再度被捕。
1958年初，德尔皮诺回到古巴加入了卡斯特罗在马埃斯特腊山区的营地，进行游击战。成功推翻巴蒂斯塔独裁统治之后，军衔为中尉。
古巴革命之后，他加入了新成立的古巴革命空军并接受战斗机飞行员的飞行训练。1961年4月，中央情报局资助流亡美国的古巴人在猪湾登陆。在猪湾入侵中，德尔皮诺驾驶一架T-33击落了两架B-26轰炸机并击沉了数艘敌方船舶。在三天的战斗中，德尔皮诺共完成了25次战斗任务。为表彰其在此役中的决定性角色，卡斯特罗授予其“国家英雄”称号。
古巴导弹危机中，德尔皮诺被任命为卡斯特罗的助手，协助一切空军事务。
1987年，德尔皮诺对卡斯特罗政权的反感达到顶峰。是年5月28日，他决定与现政权决裂，驾驶一架塞斯纳402型双引擎飞机携全家叛逃至佛罗里达基韦斯特。
其后，德尔皮诺成为了一名在古巴推行西方民主的积极支持者。

## 经历
- 1965年，毕业于苏联加加林空军学院。
- 1965年~1968年，古巴革命空军东部军区指挥官。
- 1969年，赴北越担任军事顾问。
- 1975年，在岘港、西贡担任越共军事顾问。
- 1975年-1977年，非洲古巴远征军空军指挥官。
- 1983年，晋升准将。
- 1984年，特殊项目“空战大师”指挥官（类似于美国红旗军演）。
- 1985年，成为古巴革命空军第二号人物。
- 1986年，古巴干涉非洲行动的激烈批评者。